# Erotià
Erotià, en llatí Erotianus, en grec antic Ἐρωτιανός, o també Herodianus, Ἠρωδιανός, fou un escriptor grec, i potser també metge, autor de l'obra Τῶν παῤ Ἱπποκράτει Λέξεων Συναγωγή (Vocum, quae apud Hippocratem sunt, Collectio, Recull de paraules que es troben a Hipòcrates). Probablement va escriure altres obres sobre Hipòcrates. Va viure a Roma en temps de Neró i dedicà el seu llibre a l'arquiatre Andròmac el vell. Sembla que per confeccionar aquest llibre es va basar en una obra de Baqueu de Tanagra.
El llibre d'Eorotià és interessant perquè inclou la llista més antiga de les obres d'Hipòcrates, on hi consten títols ara perduts, però també n'hi falten d'altres que actualment formen el Corpus hipocràtic. El llibre inclou un glossari on les paraules estan ordenades de forma parcialment alfabètica, encara que sembla que aquesta no era la disposició original.